# Christiane Taubira

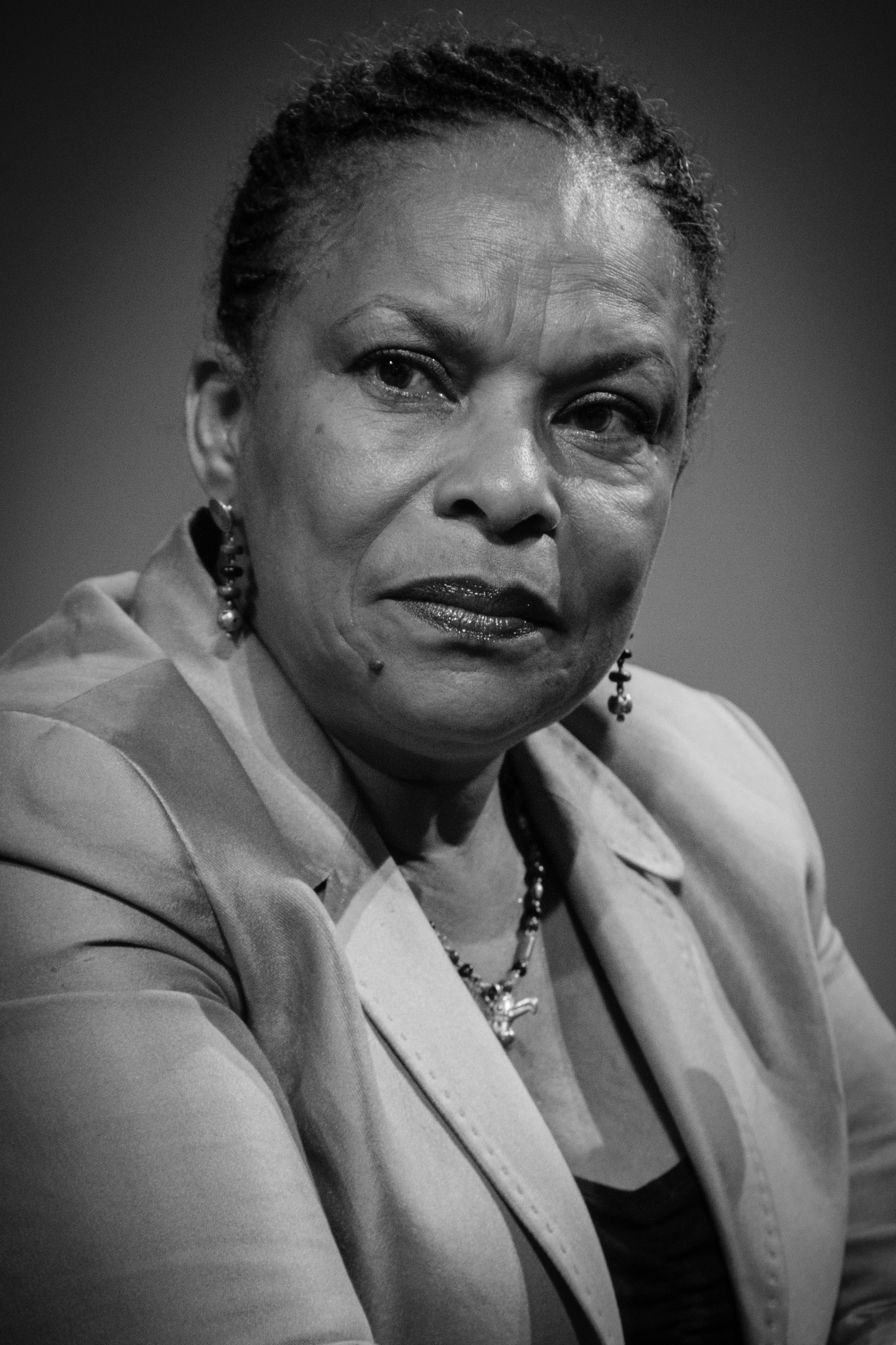
Christiane Taubira, 2013.

Christiane Taubira, född 2 februari 1952 i Cayenne i Franska Guyana, är en fransk politiker. Hon blev 15 maj 2012 Frankrikes justitieminister i regeringen Ayrault under president François Hollande. Hon behöll sitt ämbete efter regeringsombildningen våren 2014 då regeringen Valls I tillträdde och även i regeringen Valls II som tillträdde i augusti 2014. Den 27 januari 2016 avgick hon från ämbetet efter en konflikt med president Hollande gällande behandlingen av franska medborgare som dömts för terrorism.
Taubira föddes i Franska Guyana och tillhörde på 1970-talet dess självständighetsrörelse. Taubira studerade vid Université Paris-Sorbonne och är doktor i ekonomi med en examen i sociologi.
Taubira var ledamot av Frankrikes nationalförsamling 1993-2002. År 1993 står hon med som hon kandidat i EU-valet på listan som presenteras av affärsmannen och politikern Bernard Tapie. Hon blir ledamot i Europaparlamentet 1994-1999. Hon tillhör Franska Guyanas oberoende parti Walwari, vilket hon var med och grundade 1993. Partiet är allierat med Parti Radical de Gauche och Tabubira var detta partis kandidat i 2002 års presidentval. Hon uppmärksammades för att hon var den första kvinna från Frankrikes utomeuropeiska departement som kandiderade till president. I hennes valprogram forsvarar hon en federal europeisk konstitution och övergången från semi-presidentialism till presidentialism i Frankrike. Hon föreslår även måttliga skattesatser, till och med marginalskattesatsen, och reformer av sjukförsäkringens- och pensions- finansieringssystem. Hon erhöll endast 2,3 procent av rösterna. Taubira är initiativtagare till den franska lag från 2001 som bär hennes namn och som erkänner den transatlantiska slavhandeln som ett brott mot mänskligheten.

17 december 2021 meddelar hon i en video på sina sociala medier att hon överväger att kandidera i presidentvalet 2022. Två dagar innan första valomgången uttryckte hon sitt stöd till vänsterkandidaten Jean-Luc Mélenchon .